# Shantelle Malawski
Shantelle Larissa Malawski (Toronto, 26 januari 1986) is een Canadees professioneel worstelaarster, die bekend was in de Total Nonstop Action Wrestling (TNA) onder haar ringnaam Taylor Wilde.
Wilde was de eerste worstelaarster die zowel de TNA Women's Knockout als de TNA Knockouts Tag Team Championship heeft gewonnen.

## In worstelen
- Finishers
  - Missile dropkick
  - Multiple pinning variaties
  - Wilde Ride (Bridging German suplex)

- Signature moves
  - Arm drag
  - Bridging northern lights suplex
  - Cartwheel evasion
  - Double knee backbreaker
  - Fireman's carry takeover
  - Handspring back elbow smash
  - Kicking combinatie
  - Leg lariat
  - Monkey flip
  - Roundhouse kick

- Met Hamada
  - Finishers
    - Samoan drop (Hamada) / Running corkscrew neckbreaker (Wilde) combinatie

- Met Sarita
  - Finishers
    - Springboard dropkick (Sarita) / Wilde Ride (Wilde) combinatie

  - Signature moves
    - Assisted slingshot dropkick
    - Assisted standing moonsault

- Bijnaam
  - "The Upset Queen"

## Erelijst
- New Vision Pro Wrestling
  - NVPW Women's Championship (1 keer)

- Pro Wrestling Illustrated
  - PWI rangeerde haar #10 van de beste 50 singles worstelaarsters in de PWI Female 50 in 2009

- RingDivas Women's Wrestling
  - RingDivas FightGirl World Championship (1 keer)

- Total Nonstop Action Wrestling
  - TNA Women's Knockout Championship (1 keer)
  - TNA Knockout Tag Team Championship (2 keer; 1x met Sarita en 1x met Hamada)

- Women Superstars Uncensored
  - WSU Tag Team Championship (1 keer met Amy Lee)